# Ibaji
Ibaji è una delle ventuno aree a governo locale (local government areas) in cui è suddiviso lo stato di Kogi, in Nigeria. Estesa su una superficie di 1.377 km², conta una popolazione di 128.129 abitanti.